# Кімболтонський замок
Кі́мболтонський за́мок (англ. Kimbolton Castle) — замок у селищі Кімболтон, в графстві Кембриджшир, Англія, відомий як останній притулок першої дружини Генріха VIII Катерини Арагонської, де вона і померла в 1536 році. Згодом середньовічний замок був перетворений на палац, який з 1615 по 1950 рік був резиденцією герцогів Манчестерських.

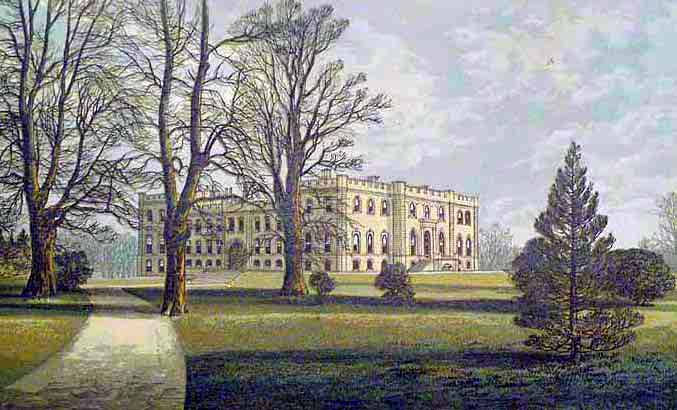
Кімболтонський замок на картині 1880 року

Нині в замку знаходиться Кімболтонська приватна школа, тому для екскурсій він відкритий тільки двічі на рік.

## У культурі
У замку відбуваються деякі сцени п'єси Вільяма Шекспіра «Генріх VIII».
А також роману Ненсі Більо «Хрест і корона» та Вірджінії Хенлі «Блискуча партія».